# Nattmaran (brittisk film)
För andra betydelser, se Nattmara (olika betydelser).
Nattmaran (originaltitel: Night Watch) är en brittisk långfilm från 1973 regisserad av Brian G. Hutton.

## Handling
Ellen blir vittne till ett mord, men är det någon som tror henne?

## Om filmen
Filmen är inspelad i Bayswater i London och hade världspremiär i USA den 9 augusti 1973.

## Rollista
- Elizabeth Taylor – Ellen Wheeler
- Laurence Harvey – John Wheeler
- Billie Whitelaw – Sarah Cooke
- Robert Lang – Appleby
- Tony Britton – Tony
- Bill Dean – kommissarie Walker
- Michael Danvers-Walker – inspektör Norris
- Rosario Serrano – Dolores
- Pauline Jameson – sekreterare
- Linda Hayden – flickan i bilen
- Kevin Colson – Carl
- Laon Maybanke – florist
- David Jackson – Wilson

### Webbkällor
- Nattmaran på Internet Movie Database (engelska)